# Сувар (газета)
Сува́р — российская региональная общественно-политическая газета на чувашском языке, издающаяся в Татарстане.
Газета основана в августе 1993 года по инициативе журналиста и писателя Николая Сорокина. Учредителями газеты являются Кабинет министров РТ и коллектив редакции. С 2008 года входит в АО «Татмедиа»
Газета освещает общественно-политические события, происходящие в республике, а также публикует материалы по истории и культуре чувашей.
Выходит 1 раз в неделю (по пятницам) тиражом около 2 тыс. экземпляров. Имеет интернет-версию.
На 2008 год тираж составлял 5240 экз., на 2014 год тираж составлял 4530 экземпляров, на 2015 год тираж — около 3000 экземпляров.
На 2014 год в штате редакции газеты работало 10 человек.
Газета награждена дипломом Союза чувашских краеведов имени М. П. Тинехпи за исследовательские работы по древней истории чувашей.
На 2022 год это одна из пяти газет в Татарстане на чувашском языке.